# Hoplophorella paraensis
Hoplophorella paraensis är en kvalsterart som först beskrevs av Pérez-Íñigo och Baggio 1996.  Hoplophorella paraensis ingår i släktet Hoplophorella och familjen Phthiracaridae. Inga underarter finns listade i Catalogue of Life.